# Burgdorf bei Osterlinde
Burgdorf bei Osterlinde ist eine Ortslage in der Gemeinde Burgdorf, die zur Samtgemeinde Baddeckenstedt im Landkreis Wolfenbüttel in Niedersachsen gehört. Vor Stilllegung der Bahnstrecke Salzgitter-Drütte–Derneburg mitsamt Bahnhof im Jahr 1984 war auch die Bezeichnung Burgdorf-Bahnhof üblich, die sich noch heute häufig in Straßenatlanten und -karten findet. Die Ortstafel verwendet jedoch die Bezeichnung Burgdorf bei Osterlinde (vgl. Foto Infobox).
Im Internet findet auch der Name Burgdorf-Kreidewerk Gebrauch. Dieses wurde inzwischen stillgelegt.
Die Ortslage war nie eine eigenständige Gemeinde oder ein offizieller Ortsteil der Gemeinde Burgdorf.

## Geografie
Folgende Orte umgeben Burgdorf bei Osterlinde:
- Lesse im Norden
- Reppner im Nordosten
- Fredenberg und Bruchmachtersen im Osten
- Lichtenberg im Ostsüdosten
- Altenhagen im Südosten
- Osterlinde im Süden
- Westerlinde im Südwesten
- Hohenassel im Westen
- Burgdorf im Westnordwesten
- Berel im Nordwesten

Burgdorf bei Osterlinde liegt nördlich der Lichtenberge, des Nordwestteils des Salzgitter-Höhenzugs.

## Wirtschaft und Infrastruktur
In Burgdorf bei Osterlinde befinden sich neben etwa 15 Wohnhäusern mehrere Gewerbebetriebe (Autoverwertung, Landhandel, Fliesenleger). Die 1865 erbaute Zuckerfabrik wurde bereits vor einigen Jahrzehnten stillgelegt.

### Verkehrsanbindung
Burgdorf bei Osterlinde liegt verkehrstechnisch günstig an einer Straßenkreuzung. Zum einen verbindet die Landesstraße 619 Lesse im Norden mit Osterlinde im Süden, zum anderen führen zwei weitere Straßen nach Hohenassel im Westen und nach Burgdorf nach Nordwesten.
Der im Jahr 1885 eröffnete Bahnhof wurde 1984 stillgelegt und diente für die gesamte Gemeinde Burgdorf als Anbindung ans Schienennetz der Deutschen Bundesbahn.
Heute befinden sich die nächstgelegenen Bahnhöfe in Salzgitter-Lebenstedt an der Bahnstrecke Salzgitter-Drütte–Derneburg und in Baddeckenstedt an der Bahnstrecke Hildesheim–Goslar.